# Mosina (gmina)
Mosina – gmina miejsko-wiejska w województwie wielkopolskim, w południowej części powiatu poznańskiego. Jest ona częścią aglomeracji poznańskiej. W latach 1975–1998 gmina położona była w województwie poznańskim.
W skład gminy wchodzi 21 sołectw: Babki, Baranówko, Borkowice, Czapury, Daszewice, Drużyna, Dymaczewo Nowe, Dymaczewo Stare, Krajkowo, Krosno, Krosinko, Mieczewo, Pecna, Radzewice, Rogalin, Rogalinek, Sasinowo, Sowinki, Świątniki, Wiórek, Żabinko.
Siedzibą gminy jest miasto Mosina.

## Struktura powierzchni
Według danych z roku 2002 gmina Mosina ma obszar 170,87 km², w tym:
- użytki rolne: 49%
- użytki leśne: 38%

Gmina stanowi 9% powierzchni powiatu.

## Demografia
Dane z 31 grudnia 2009:
| Opis                              | Ogółem | Ogółem | Kobiety | Kobiety | Mężczyźni | Mężczyźni |
| --------------------------------- | ------ | ------ | ------- | ------- | --------- | --------- |
| jednostka                         | osób   | %      | osób    | %       | osób      | %         |
| populacja                         | 26 650 | 100    | 13 725  | 51,5    | 12 925    | 48,5      |
| gęstość zaludnienia (mieszk./km²) | 156    | 156    | 80,3    | 80,3    | 75,7      | 75,7      |

- Piramida wieku mieszkańców gminy Mosina w 2014 roku[1].

## Pozostałe miejscowości
Kubalin, Głuszyna Leśna, Baranowo, Bolesławiec, Nowinki, Ludwikowo, Konstantynowo, Sowiniec, Bogulin, Jeziory

## Turystyka
- Pałac Raczyńskich
- Kościół św. Marcelina w Rogalinie (dawna kaplica) z mauzoleum Raczyńskich w dolnej kondygnacji oraz Rogalińskie Drogi Ducha Świętego (patrz niżej)
- Kościół pw. św. Mikołaja zbudowany w 1953–1954 na fundamentach wcześniejszego
- Galeria miejska w Mosinie i izba muzealna w budynku dawnej synagogi z około 1876 roku
- Pomnik „eleganta z Mosiny”
- Rogaliński Park Krajobrazowy
- Wielkopolski Park Narodowy
- Wieża widokowa w Pożegowie
- Dwór Budzyńskich (w dawniej wsi Budzyń, włączonej do Mosiny)
- Pierścień Rowerowy dookoła Poznania
- Szlak turystyczny Trasa Kórnicka
- Szlak turystyczny Iłowiec – Otusz
- Szlak turystyczny Osowa Góra – Sulęcinek

### Rogalińskie Drogi Ducha Świętego
Z okazji 200-lecia kościoła z mauzoleum Raczyńskich w Rogalinie, utworzono w 2021 roku sieć przyrodniczych szlaków pielgrzymkowych Rogalińskie Drogi Ducha Świętego, dzięki wsparciu finansowemu programu grantowego Caritas Laudato Si. Szlaki te są dobrym przykładem ekoturystyki i prowadzą do tego zabytkowego kościoła z 9 miejscowości:
1. Radzewice (Droga Miłości)
2. Radzewo (Droga Radości)
3. Mieczewo (Droga Pokoju)
4. Poznań-Głuszyna (Droga Cierpliwości)
5. Daszewice (Droga Uprzejmości)
6. Mosina (Droga Dobroci)
7. Puszczykowo (Droga Wierności)
8. Kamionki (Droga Łagodności)
9. Rogalinek (Droga Opanowania)

Obejmują one 2 szlaki piesze, 6 szlaków pieszo-rowerowych i 2 pętle rowerowe (w tym dodatkowa Droga Pokoju i Radości). Celem Rogalińskich Dróg jest propagowanie modlitwy do Ducha Świętego o 7 darów (mądrość, rozum, radę, męstwo, umiejętność, pobożność i bojaźń Bożą) i 9 owoców (miłość, radość, pokój, cierpliwość, uprzejmość, dobroć, wierność, łagodność i opanowanie, wg Listu do Galatów 5, 22-23), a także aktywności fizycznej na świeżym powietrzu (ważnej dla zdrowia fizycznego i psychicznego), wiedzy przyrodniczej i historycznej, ekologii integralnej papieża Franciszka (przedstawionej w jego encyklice Laudato si'), oraz ochrona Rogalińskiego Parku Krajobrazowego i Rogalina jako Pomnika Historii. Udostępnione bezpłatnie na stronie internetowej parafii są zarówno opisy tras wszystkich szlaków, jak i broszury przyrodnicze dla części z nich (przygotowane przez specjalistów z różnych dziedzin: ornitologia, botanika, hydrologia itd.).

## Sąsiednie gminy
Brodnica, Czempiń, Komorniki, Kórnik, Luboń, Poznań, Puszczykowo, Stęszew